# Amerykańscy chłopcy
Amerykańscy chłopcy (ang American Soldiers) – kanadyjski film wojenny z 2005 r. w reżyserii Sidneya J. Furiego.
Akcja filmu toczy się w Iraku w 2004 roku. Podczas rutynowego patrolu drużyna amerykańskich żołnierzy wpada w zasadzkę, aby przeżyć, muszą oni wykorzystać zdolności nabyte w czasie ćwiczeń.